# Kozeatîn
Kozeatîn (în ucraineană Козятин) este un oraș regional în regiunea Vinnița, Ucraina. În afara localității principale, nu cuprinde și alte sate, dar are arondată așezarea de tip urban Zaliznîcine.

## Demografie
Componența lingvistică a orașului Kozeatîn
     Ucraineană (94,76%)
     Rusă (4,88%)
     Alte limbi (0,19%)
Conform recensământului din 2001, majoritatea populației orașului Kozeatîn era vorbitoare de ucraineană (94,76%), existând în minoritate și vorbitori de rusă (4,88%).

## Orașe înfrățite
- Krasnogorsk, Rusia
- Leżajsk, Polonia